# Museo lapidario maffeiano
Il museo lapidario maffeiano, fondato nella prima metà del Settecento dall'erudito veronese Scipione Maffei, è una delle più antiche istituzioni pubbliche museali europee, situata nel cuore del centro storico di Verona, all'interno delle mura comunali, prospiciente piazza Bra e a pochi passi dall'Arena di Verona.
Esso nacque dal lungo e appassionato lavoro del Maffei, che raccolse centinaia di iscrizioni e affidò all'architetto e pittore Alessandro Pompei l'edificazione di un luogo adatto all'esposizione e alla conservazione dei reperti, in quanto convinto dell'importanza di condividere liberamente la conoscenza con il pubblico, tanto che decise di chiamare questa istituzione Museum Veronense, ovvero "museo della città di Verona". Data la sua importanza divenne una delle tappe obbligate del Grand Tour, che vedeva numerosi turisti stranieri nordeuropei (e tra loro il poeta tedesco Goethe, che visitò e scrisse del museo) visitare l'Italia per avere una conoscenza più diretta dell'arte antica.

## Storia

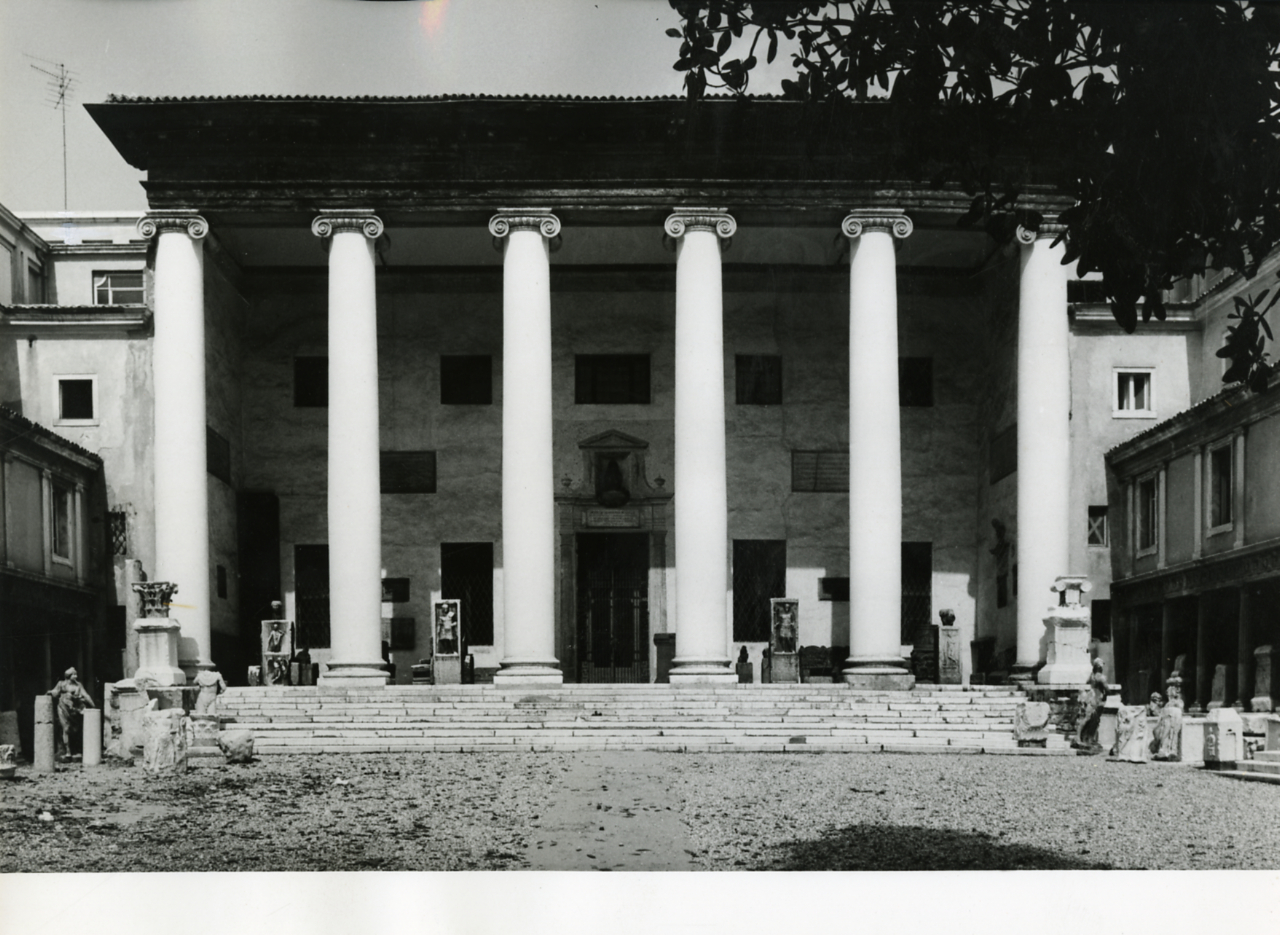
Dettaglio del pronao, il primo elemento realizzato del complesso, su progetto di Domenico Curtoni

Il museo occupa un terreno che venne acquistato nel 1603 dall'Accademia Filarmonica di Verona per costruirvi la propria sede e il teatro Filarmonico; si trattava, oggi come allora, di un'area di pregio, posta accanto ai portoni della Bra e a breve distanza dall'Arena di Verona. Domenico Curtoni, nipote e allievo del noto architetto rinascimentale-manierista Michele Sanmicheli, fu il progettista incaricato dei lavori: egli riuscì a completare l'imponente pronao esastilo e gli ambienti retrostanti, tuttavia non poté avviare i lavori di realizzazione della sala e del palcoscenico del teatro. Nel pronao egli volle perfino riproporre per la base delle colonne, quelle che erano in opera nel Capitolium, il più importante dei templi della Verona romana, situato nel foro veronese; inoltre la base originaria dell'antico tempio venne poi esposta alla sinistra del pronao. Quella del Curtoni si può definire, nell'ambito dell'architettura teatrale, un'opera di grande valore, in quanto rispetto alla precedente produzione cinquecentesca (come per esempio il teatro Olimpico di Andrea Palladio, situato a Vicenza), per la prima volta si diede un prospetto monumentale a questa tipologia di strutture.

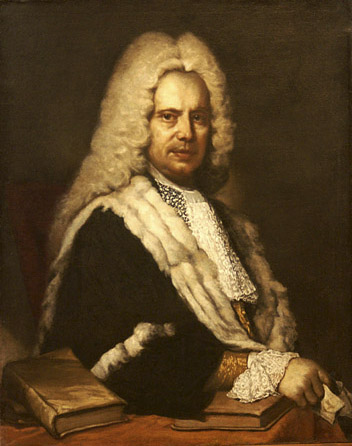
Ritratto di Scipione Maffei, dipinto del XVIII secolo opera di Fra Galgario

Scipione Maffei, che nel 1701 divenne socio dell'Accademia Filarmonica, fu uno studioso veronese che inizialmente si offrì di riordinare numerose epigrafi di origine etrusca, greca e romana provenienti dalla collezione del canonico Cesare Nichesola (precedentemente conservate nella villa Nichesola-Conforti nel territorio di Sant'Ambrogio di Valpolicella) e affidate all'Accademia nel 1612 dai Rettori veneti per «farne pubblico deposito nella stanza dell'Academia Philharmonica, come in asilo sicuro et proportionato a questi marmi».
Il Maffei in seguito iniziò ad acquisire, al fine di evitarne la dispersione, molte iscrizioni da raccolte private veronesi. Tali epigrafi, che vennero conservate sempre presso l'Accademia, nel tempo continuarono a crescere di numero in quanto lo studioso proseguì nella raccolta di questi documenti, ampliando la propria ricerca in varie zone d'Italia, arrivando perfino, nel 1720, a vendere alcuni dipinti in modo da poter sovvenzionare l'acquisto di ulteriori lapidi e finanziare la costruzione della struttura che le avrebbe ospitate. Tra il 1719 e il 1724, infatti, fece edificare un muro che divideva l'attuale via Roma dal cortile del pronao, detto "muro delle lapidi", dove trovarono sistemazione circa 230 iscrizioni e frammenti scultorei. Nello stesso periodo, inoltre, promosse il completamento del teatro Filarmonico, il cui progetto venne commissionato a Francesco Bibiena. Egli riuscì così a fondare un museo pubblico ove mettere a disposizione di tutti il patrimonio culturale che aveva accumulato nel corso degli anni.

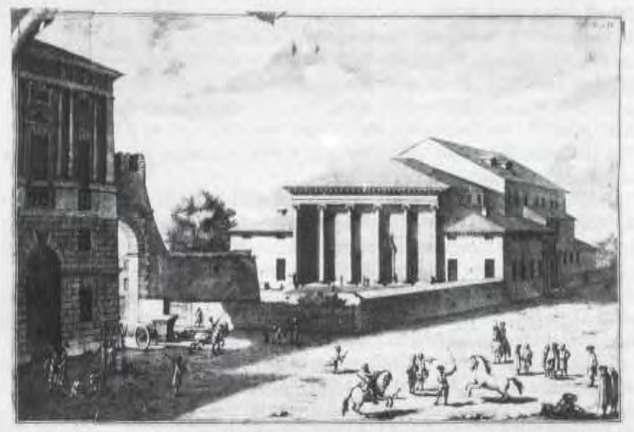
Il museo negli anni trenta del Settecento, con il "muro delle lapidi" a separarlo da via Roma

Gli acquisti del marchese Maffei tuttavia continuarono, portando così alla necessità di ristrutturare il museo al fine di ampliarne gli spazi espositivi: il muro delle lapidi venne così demolito, e il progetto di ristrutturazione affidato al pittore e architetto classicista Alessandro Pompei: egli fece costruire un basso porticato ritmato da colonne doriche che circondava l'intero cortile antistante il pronao del teatro, potendo così disporre gli oggetti tra gli intercolumni e lungo il muro di fondo, al riparo dagli agenti atmosferici. La struttura ad un solo livello, completata nel 1745, consentiva inoltre di continuare ad ammirare il pronao dalla Bra.
Il museo divenne così un'eccellenza della città, meta di tutti i viaggiatori stranieri che giungevano in Italia dall'Europa settentrionale per intraprendere il Grand Tour, interessati alla storia e all'arte antica di cui potevano avere qui un primo assaggio.

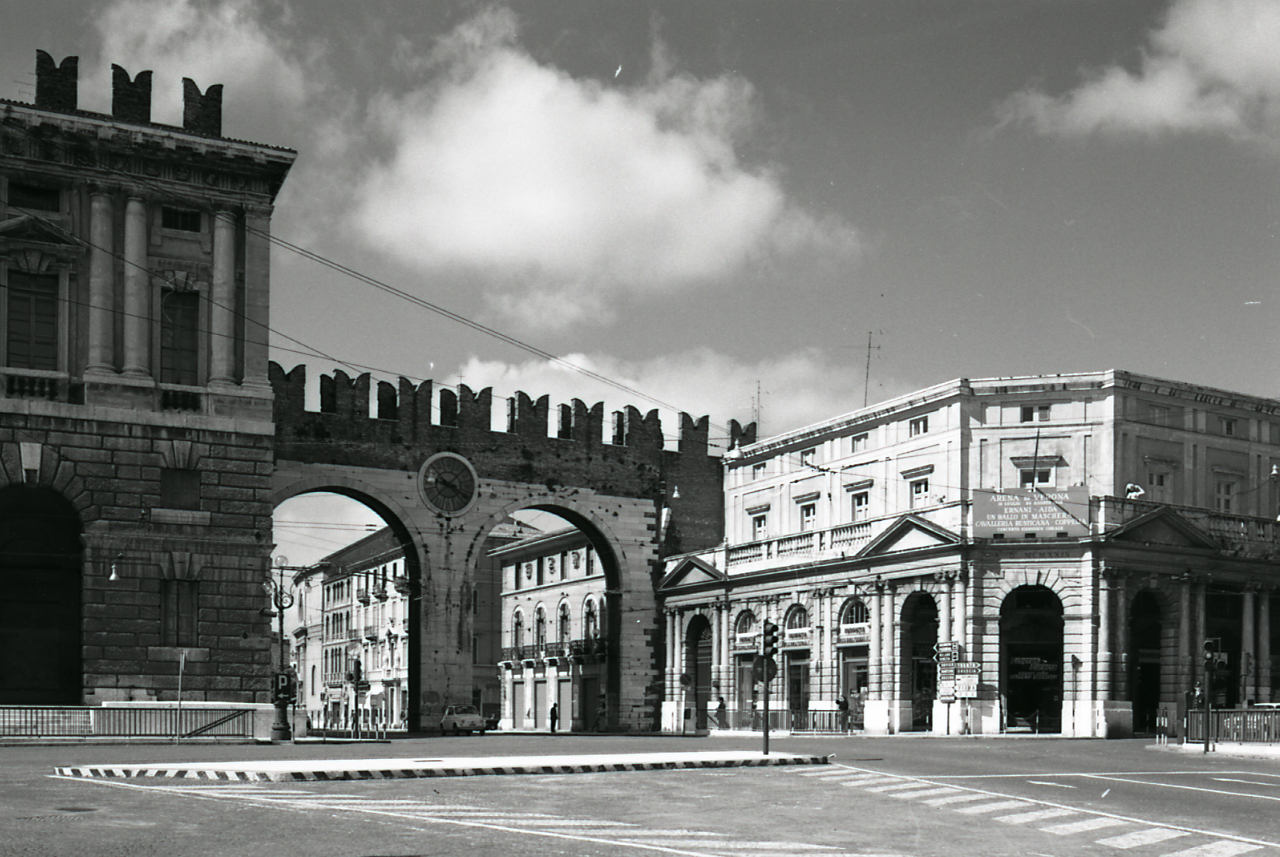
L'esterno della struttura del museo, alla destra dei portoni della Bra, come appare a seguito dei lavori di ampliamento e sopraelevazione che coinvolse il porticato

In seguito diverse altre trasformazioni interessarono il complesso, tra cui la distruzione e ricostruzione del teatro in occasione del grave incendio del 1749 e del bombardamento aereo alleato del 1945. Gli interventi che riguardarono più prettamente il cortile e quindi il museo risalgono in particolare a due fasi: tra il 1927 e il 1929 venne eseguito il progetto di sistemazione del museo dell'architetto Ettore Fagiuoli, che prevedeva la riduzione delle dimensioni del cortile traslando verso l'interno il porticato, anche tramite la realizzazione di un'ampia esedra sul lato dell'ingresso, e la sopraelevazione della costruzione di un livello, in modo da ricavare su due piani diversi ambienti abitabili; tra il 1957 e il 1969 venne realizzato invece il progetto di Vittorio Filippini, che portò alla sopraelevazione di altri due livelli delle ali che circondano il cortile, in tal modo rendendo però tale spazio meno arioso rispetto agli stati precedenti.
Solo con il riallestimento museale su progetto di Arrigo Rudi del 1982, il museo fu dotato di nuovi spazi: in questa occasione infatti furono aggiunti, agli spazi museali del cortile, alcuni ambienti situati ai piani superiori dell'ala rivolta verso la Bra, resi accessibili tramite una scalinata e un ascensore. Inoltre venne reso nuovamente percorribile il corridoio che dal museo porta alla Gran Guardia, attraversando i portoni della Bra.

## Descrizione

### Biglietteria
All'ingresso, destinato a biglietteria, è esposto un ritratto del 1740 circa raffigurante Scipione Maffei, opera di Dioniso Nogari, e un autoritratto di Alessandro Pompei, del 1730 circa. Trovano spazio, inoltre, un notevole sarcofago romano del II secolo, un frammento di iscrizione egizia, tre lapidi sepolcrali ebraiche del XVII secolo e un'epigrafe medievale.
Nel corridoio si trovano invece un ulteriore ritratto del Maffei, in questo caso opera del 1745 di Antonio Elenetti, alcune illustrazioni che raccontano l'impianto originario del museo e del teatro, e due epigrafi arabe dell'XI secolo.

### Sala greca

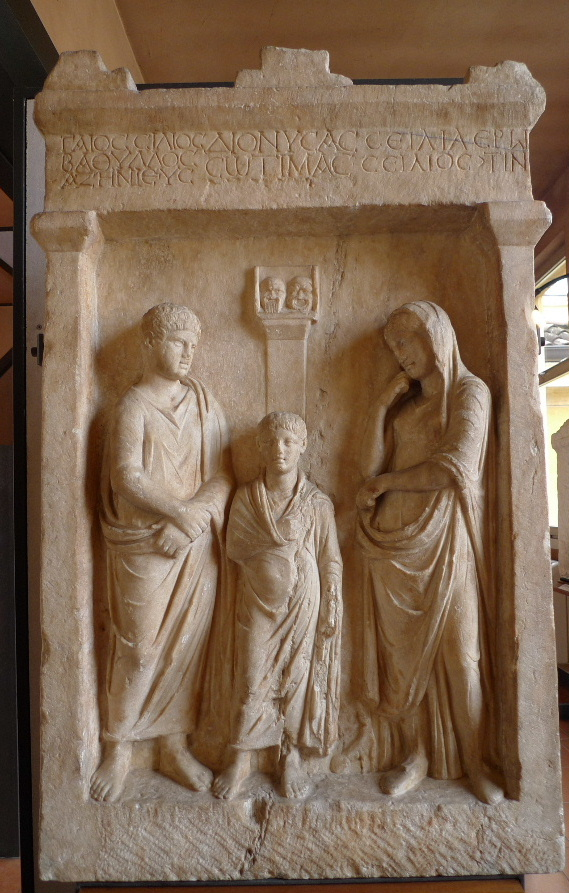
La stele funeraria di Gaio Silio Bathyllo, raccontata anche dal poeta tedesco Goethe

La sala greca, caratterizzata da un'ampia terrazza da cui si può godere di piazza Bra e dell'Arena da un punto di vista sopraelevato, custodisce diversi oggetti di elevato interesse, tra cui:
- una statua acefala che raffigura Meleagro, un eroe cacciatore del cinghiale calidonio;[11]
- un frammento di scultura votiva scolpita su due facce, che apparteneva al santuario di Asclepio di Atene, edificato da Telemachos intorno al 420 a.C.;[11]
- un rilievo dedicato da Argenidas (presso la cui figura si nota un'imbarcazione, forse a ricordo di un salvataggio da un naufragio) ai gemelli divini Dioscuri, in questo pezzo rappresentati da due statue, due anfore e due troni;[11]
- una lapide del V secolo a.C. relativa al culto di un eroe che è stato rappresentato come un giovane con il cavallo a lato, con il dedicante che si avvicina alzando la mano in segno di riverenza;[11]
- l'iscrizione più nota è sicuramente quella di Epikteta, che fece incidere nell'isola di Thera nel III secolo a.C., in Fra le iscrizioni; ha grande notorietà quella su quattro lastre relativa alla fondazione testamentaria di Epikteta, in quanto si tratta di una delle epigrafi greche più lunghe mai ritrovate;[12]
- una stele funerarie del V secolo a.C. che raffigura una donna seduta sulla gradini del proprio monumento funebre corredato da un'iscrizione che ricorda la morte di due sorelle e la conseguente estinzione della famiglia;[13]
- una stele funeraria dedicata a Euklea, dove è raffigurato un tempio al cui interno si svolge un banchetto funebre con diversi personaggi e un tavolino ricco di offerte, mentre nella fascia al di sotto dell'architrave sono rappresentati diversi oggetti utilizzati dalle donne dell'epoca;[13]
- una stele funeraria del I secolo dedicata a Gaio Silio Bathyllo, ove un fanciullo con ai piedi un cane è affiancato dai due genitori, mentre su un pilastro sono raffigurate due maschere che farebbero pensare che la famiglia fosse in qualche modo connessa al teatro. Tale lapide è piuttosto nota in quanto ricordata dal poeta tedesco Goethe, che visitò due volte il museo durante i suoi viaggi in Italia, riporta della commozione che gli suscitò il gioco di sguardi che si scambiano i personaggi.[14]

### Sala etrusca e romana
In questa sala sono esposti diversi oggetti di età etrusca, veneta e romana. Tra le opere presenti degli Etruschi particolarmente numerose sono urne cinerarie datate tra il III e il I secolo a.C., la cui area di origine si riesce a identificare grazie all'utilizzo di diversi materiali di produzione: le urne in alabastro arrivano infatti da Volterra, quelle in travertino da Perugia e quelle in terracotta impressa a stampo da Chiusi. Vi si ritrovano raffigurati numerosi temi mitologici, tra cui il rapimento di Elena e il combattimento tra i figli di Edipo, Eteocle e Polinice, e altri che hanno un più evidente significato funerario, come il banchetto funebre, il congedo del defunto dai familiari, il viaggio attraverso gli inferi su un carro; inoltre alcune lastre di chiusura delle urne riportano il defunto disteso su un letto.
Numerose sono anche i manufatti degli antichi Veneti, tra cui un ciottolo funerario con iscrizione che venne acquistato da Scipione Maffei, convinto fosse una testimonianza della scrittura etrusca, non essendo ancora conosciuta in quel periodo la cultura che era presente in Veneto prima dell'arrivo dei Romani. Di questi ultimi, l'opera più interessante è il coperchio di un sarcofago del III secolo, probabilmente proveniente da Roma, su cui è rappresentato un bambino dormiente.

### Cortile

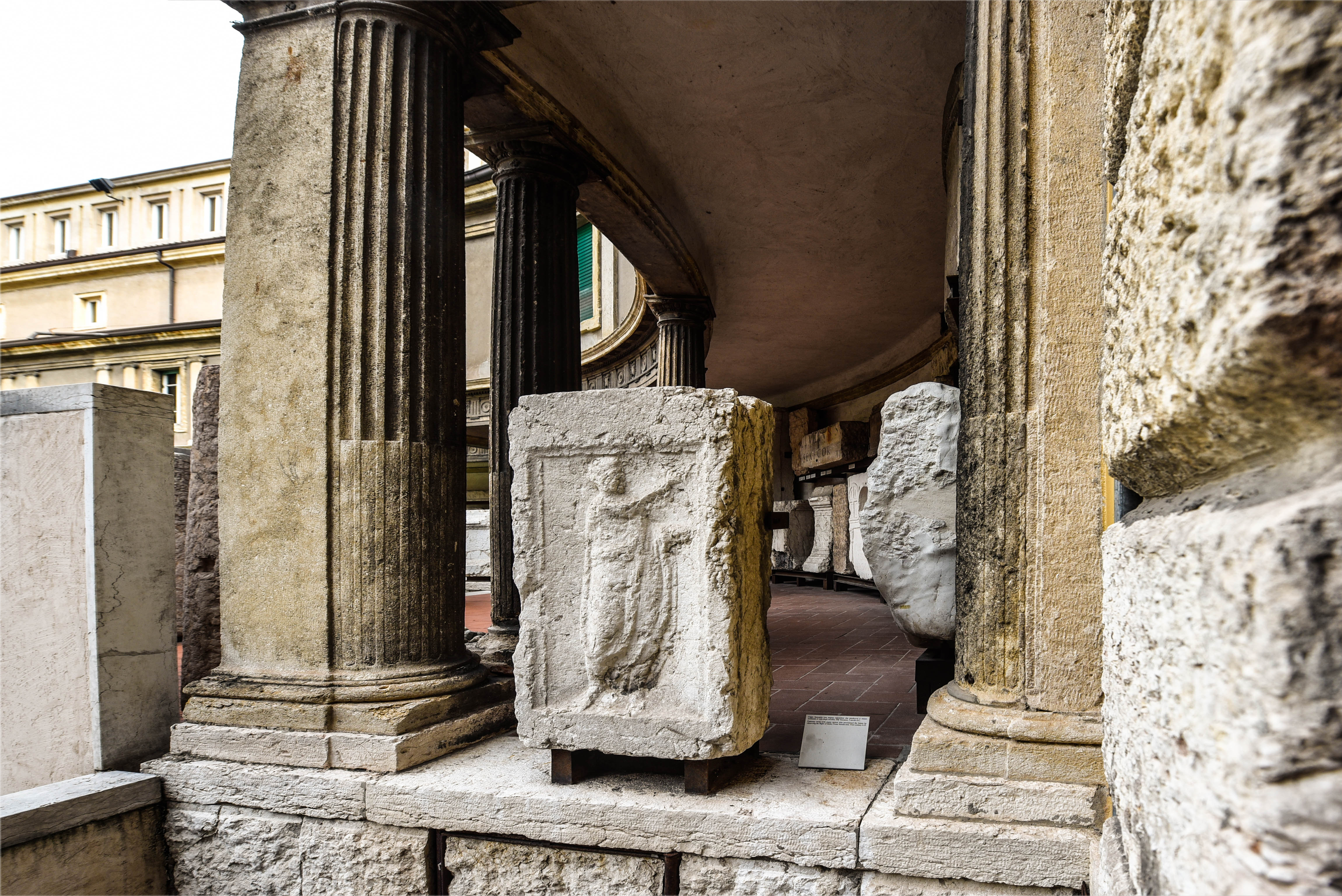
Il portico che si affaccia sul cortile del museo

Ai due lati dell'ingresso si trovano alcune colonne miliare, di cui quelle situate a destra provenienti dalla via Postumia, importante strada romana che collegava Genova ad Aquileia attraversando Verona.
Lungo il portico destro sono esposte invece numerose iscrizioni veronesi, ordinate partendo dal pronao secondo il quinto volume del Corpus Inscriptionum Latinarum, una raccolta di epigrafi dell’intero impero romano elaborato nel corso del XIX secolo dall'Accademia delle scienze di Berlino. Ve ne sono alcune di particolare importanza per la storia antica di Verona, tra cui un frammento contenente poche lettere che faceva molto probabilmente parte dell’iscrizione dedicatoria dell'anfiteatro veronese, oppure alcune iscrizioni sacre che testimoniano quali dei fossero venerati nella città romana, e ancora un'iscrizione su una base di statua che ricorda come, intorno al 379-380, Valerio Palladio face risistemare una statua che si trovava abbattuta nel Capitolium veronese.
Lungo il portico sinistro vi sono invece numerose iscrizioni provenienti da tutta la regione della Venetia et Histria, oltre che alcune originarie di Brescia e di Roma.

### Pronao

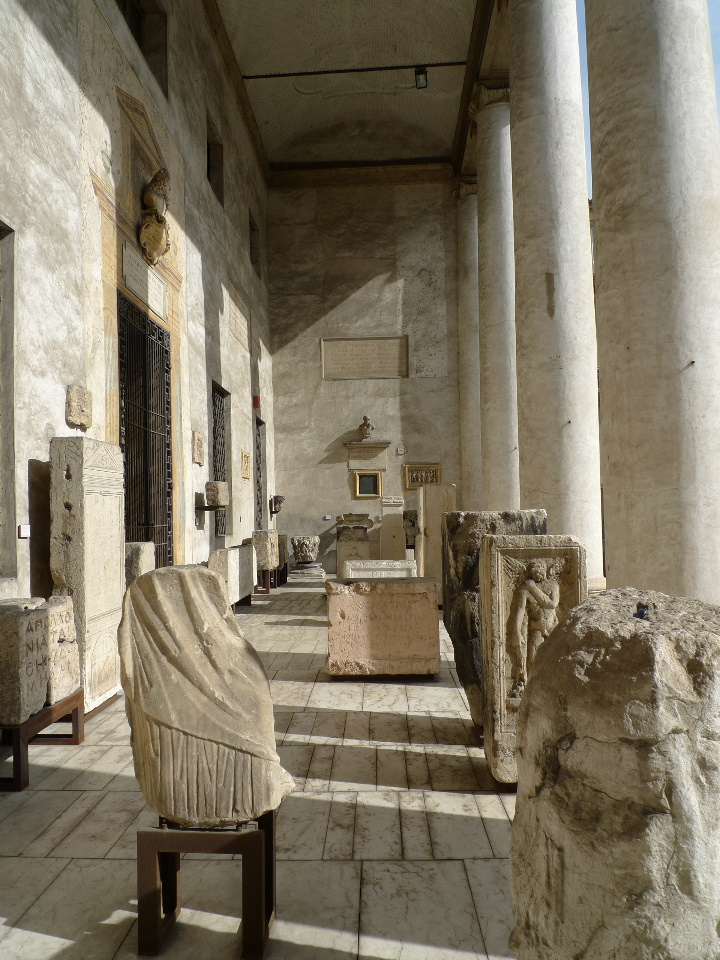
Lo spazio coperto del pronao

Sulle pareti del pronao si trovano alcune urne cinerarie etrusche, collocate in funzione decorativa dal marchese Maffei, sulle quali si trovano diverse raffigurazioni, tra cui il rapimento di Elena, il duello tra i figli di Edipo, la caccia di Meleagro al cinghiale e alcuni volti di Medusa che avevano la funzione di proteggere il sepolcro. Al centro del pronao e sopra il portale, invece, si trova il busto dello stesso marchese, scolpito tra il 1728 e il 1729 da Giuseppe Antonio Schiavi e commissionata dell'Accademia Filarmonica per ringraziare il suo socio più importante.
Oltre a questi, si trovano numerosi altri materiali, provenienti perlopiù da Verona e dal sul territorio, tra cui:
- alcune lastre di un monumento funerario proveniente dall'area della chiesa di San Zeno in Oratorio, sulle quali sono presenti delle raffigurazioni di satiri danzanti e amorini che furono prese come modello dai pittori rinascimentali;[16]
- un pilastro di grandi dimensioni decorato con girali vegetali, che venne rinvenuto nella zona di piazza Duomo e che suscitò grande interesse tra gli artisti veronesi del XVI secolo;[16]
- la chiave di volta raffigurante la testa di Giove Ammone, parte fondamentale dell'arco di Giove Ammone, che si trovava all'incrocio delle attuali via Quattro Spade e corso Porta Borsari;[16]
- infine dei frammenti appartenenti al sepolcro del I secolo dei due fratelli Sertorii, Firmus e Festus, raffigurati in divisa militare, importante esempio di rappresentazioni funerarie romane dell’Italia settentrionale.[18]